# Helvella corium
Helvella corium (O. Weberb.) Massee – gatunek grzybów z rodziny piestrzycowatych (Helvellaceae).

## Systematyka i nazewnictwo
Pozycja w klasyfikacji według Index Fungorum: Helvella, Helvellaceae, Pezizales, Pezizomycetidae, Pezizomycetes, Pezizomycotina, Ascomycota, Fungi.
Po raz pierwszy takson ten opisał w 1873 r. Otto Weberbauer, nadając mu nazwę Peziza corium. Obecną nazwę nadał mu George Edward Massee w 1895 r.
Ma 19 synonimów. Niektóre z nich:
- Cyathipodia corium (O. Weberb.) Boud. 1907
- Leptopodia alpestris (Boud.) Grelet 1934
- Leptopodia corium (O. Weberb.) Boud. 1910
- Sarcoscypha corium (O. Weberb.) J. Schröt. 1893[2].

## Morfologia
Owocnik
Składający się z siodłowato wygiętego kapelusza i trzonu. Kapelusz o średnicy 2–7 cm w kształcie filiżanki, spodka lub prawie płaski. Górna powierzchnia gładka, tylko w pobliżu środka nieco szorstka, dolna czarna, czasem z białawym brzegiem, bardzo drobno owłosiony. Trzon czarny lub bardzo ciemnobrązowy; czasami szarawy w pobliżu podstawy, nagi lub drobno owłosiony, u owocników dojrzałych czasami z płytkimi żebrami.
Cechy mikroskopowe
Worki 8-zarodnikowe. Zarodniki 16,5–21 × 9–15 µm, eliptyczne, gładkie, zwykle z jedną dużą gutulą. Parafizy cylindryczne z maczugowatymi wierzchołkami, brązowe, o średnicy 3,5–9 µm. Strzępki wystające na zewnątrz napęczniałe, ale zwężone na septach, z brązowymi w KOH komórkami końcowymi o kształcie od maczugowatego do półkulistego i średnicy do 25 µm.
Gatunki podobne
Jest kilka podobnych gatunków piestrzenic. Helvella corium charakteryzuje się kielichowatym lub płaskim, kruczoczarnym kapeluszu i stosunkowo gładkiem, czarniawym trzonem, na którym u starszych okazów mogą pojawiać się płytkie żebra.

## Występowanie i siedlisko
Helvella corium występuje w Ameryce Północnej, Europie i Azji. W Europie jest szeroko rozprzestrzeniona i podano wiele jej stanowisk od Morza Śródziemnego po Islandię i archipelag Svalbard na Morzu Arktycznym. W Ameryce Północnej jest szeroko rozprzestrzeniona w górach i na obszarach borealnych na północ od 42 równoleżnika. W Polsce M.A. Chmiel w 2006 r. przytoczyła 4 stanowiska. Bardziej aktualne podaje internetowy atlas grzybów. Znajduje się w nim na liście gatunków zagrożonych i wartych objęcia ochroną.
Grzyb naziemny, prawdopodobnie mykoryzowy. Występuje w lasach, na glebach piaszczystych lub na gruzowiskach, często w pobliżu wierzb lub osik. Owocniki tworzy zwykle od maja do sierpnia.